# Žabalj (općina)
Općina Žabalj je jedna od općina u Republici Srbiji. Nalazi se u AP Vojvodini i spada u Južnobački okrug. Po podacima iz 2004. općina zauzima površinu od 400 km² (od čega na poljoprivrednu površinu otpada 35 895 ha, a na šumsku 274 ha). 
Općina Žabalj se sastoji od 4 naselja. Općinsko sjedište je grad Žabalj, a tu su još i Čurug, Đurđevo i Gospođinci. Po podacima iz 2002. godine u općini je živjelo 27 513 stanovnika, a prirodni priraštaj je iznosio –3,4 %. Po podacima iz 2004. broj zaposlenih u općini iznosi 4905 ljudi. U općini se nalaze 4 osnovne i 1 srednja škola.

## Vanjske poveznice
- Žabaljac.com  Arhivirana inačica izvorne stranice od 27. svibnja 2008. (Wayback Machine)
- Žabalj.biz  Arhivirana inačica izvorne stranice od 1. svibnja 2008. (Wayback Machine)